# Dakine
Dakine ist ein US-amerikanischer Sportartikelhersteller mit Sitz in Hood River im US-Bundesstaat Oregon.
Der Name Dakine ist ein Begriff im Hawaii Creole English (hervorgegangen aus „the kind“) und bedeutet so viel wie das Wort „Dings“ im Deutschen (also alles und nichts), in einer erweiterten Bedeutung aber auch „das Beste“.

## Geschichte
Aufgrund der schnellen Entwicklung in Sportarten wie Wellenreiten und Windsurfen in den 1970er Jahren wurden die benötigten Ausrüstungsgegenstände immer spezieller. Rob Kaplan fing daher 1979 in Haiku auf der Insel Maui (Hawaii) an, die ersten Leinen herzustellen, um den besonderen Anforderungen im Sport gerecht zu werden. Kaplan entwickelte 1980 verbesserte, stärker gepolsterte Fußschlaufen für die neue Generation von Waveboards, gefolgt von Trapezen, Neoprenanzügen und weiteren Spezialprodukten. Besonders wichtig für seinen Erfolg war die Entwicklung der verstellbaren Fußschlaufen für Surfboards in den Jahren 1981 bis 1984. Das Unternehmen expandierte 1986 durch die Eröffnung einer Vertretung auf dem nordamerikanischen Festland. Die Produktpalette wurde 1989 um Artikel für den Snowboardmarkt ergänzt. Im Jahr 1999 kam schließlich eine Skateboard-Kollektion hinzu.
In Deutschland wurde Dakine neben den Surfprodukten auch durch Rucksäcke bekannt. Mit dem Kitesurfen entstanden neue Produkte wie die erste Serie von Kite-Fusion-Trapezen 2001, die 2005 durch eine Kombination aus Hose und Trapez ergänzt wurden.
Dakine wurde 2008 von Billabong für 100 Mio. US-Dollar (ca. 70 Mio. Euro) erworben und 2013 aufgrund finanzieller Schwierigkeiten des Mutterkonzerns für nur 70 Mio. Australische Dollar (ca. 48,6 Mio. Euro) wiederum an die US-amerikanische Private-Equity-Gesellschaft Altamont Capital Partners verkauft.